# Bulous
Bulous (tiếng Ả Rập: بولص) là một ngôi làng Syria nằm trong phó huyện Hirbnafsah ở huyện Hama. Theo Cục Thống kê Trung ương Syria (CBS), Bulous có dân số 681 người trong cuộc điều tra dân số năm 2004.